# Zona d'ombra (film 2015)
Zona d'ombra (Concussion), distribuito anche coi titoli Zona d'ombra - Game Brain e Zona d'ombra - Una scomoda verità, è un film del 2015 scritto e diretto da Peter Landesman, con protagonista Will Smith.
Basata sull'articolo Game Brain scritto da Jeanne Marie Laskas per il periodico GQ nel 2009, la pellicola racconta la vera storia del dottor Bennet Omalu, neuropatologo nigeriano che scoprì la CTE (encefalopatia traumatica cronica), malattia degenerativa che colpisce il cervello dopo ripetuti colpi alla testa, indagando sulla morte di un ex campione di football e della sua strenua battaglia affinché la NFL, accusata di negligenza per la salute dei giocatori, ne prendesse atto.

## Trama
Bennet Omalu è un neuropatologo nigeriano emigrato a Pittsburgh. L'uomo non è ancora del tutto al passo con l'America, inoltre fa molto ridere i suoi colleghi per la sua bizzarra abitudine di parlare con le vittime e per il modo di affrontare il suo lavoro.
La svolta per la sua carriera arriva un giorno di settembre del 2002, in cui il dott. Bennet si trova a dovere effettuare l'autopsia del corpo di Mike Webster, celebre stella della NFL, che arrivato a cinquant'anni ha iniziato a lamentare forti emicranie e ha mostrato segni di squilibrio mentale. Abbandonata la famiglia, è morto in miseria nel suo pick-up. Nell'effettuare gli esami il dott. Bennet capisce che l'uomo non era semplicemente diventato pazzo, come tutto il mondo credeva, quindi ordina diversi esami costosi che paga autonomamente.
Una sera, dopo avere analizzato i vari esami, si rende conto delle reali condizioni del cervello dell'uomo e capisce che era stato colpito da una malattia neurodegenerativa, causata dai ripetuti colpi subiti alla testa durante tutti gli anni di carriera nel football. Espone i risultati e le sue deduzioni ad altri medici e insieme ad essi pubblica un articolo su una rivista dedicata alla medicina, iniziando così una lunga e difficile lotta contro la NFL. Nel frattempo Omalu ospita a casa, su proposta del parroco della chiesa di San Benedetto, una ragazza keniota, come lui venuta in America per trovare maggiori opportunità, senzatetto, della quale si innamora presto e con la quale intraprende una relazione.
Molte altre stelle del football americano iniziano a mostrare segni di squilibrio come nel caso di Webster e, a uno a uno, iniziano a suicidarsi. Il Dr. Bennet continua la sua lotta contro la NFL, cercando di convincerli della gravità della situazione, ma ovviamente non è così semplice. Continua a ricevere telefonate, minacce, insulti. "Costretto" dalla Lega, e dopo avere perso il figlio che sua moglie portava in grembo, decide di lasciar perdere e di trasferirsi a Los Angeles, in California, cambiando residenza e luogo di lavoro.
Lì riesce ad avere finalmente una famiglia, ma un giorno, dopo una chiamata da un suo amico e collega dott. Bailes, viene a conoscenza del fatto che uno dei componenti di maggior spicco della NFL ed ex giocatore di football Dave Duerson, colpito dalla malattia degenerativa, che Omalu ha chiamato CTE, si è ucciso, donando (come scritto da lui nella lettera prima di morire) il cervello alla scienza, con lo scopo di effettuare ulteriori studi sulla patologia e trovare una soluzione.
Finalmente il mondo ascolta il dott. Bennet, che in una conferenza spiega tutta la situazione. Anche quelli della NFL oramai sono convinti dei reali rischi che ogni giocatore di football corre e successivamente al dott. Bennet viene offerto, dalla Casa Bianca, di diventare patologo forense dell'America. Il film si conclude con Omalu che rifiuta l'offerta della Casa Bianca e, tornando a casa, si ferma a guardare l'allenamento di football di alcuni ragazzi. Nella scena finale ci sono due ragazzi che corrono l'uno contro l'altro facendo presagire un impatto violentissimo testa contro testa.

## Produzione
Le riprese del film sono iniziate il 27 ottobre 2014 a Pittsburgh e sono continuate nella stessa città fino a metà gennaio 2015.

## Promozione
Il primo trailer del film viene diffuso il 31 agosto 2015, mentre il primo trailer italiano viene diffuso il 18 novembre seguente.

## Distribuzione
La pellicola è stata distribuita nelle sale cinematografiche statunitensi a partire dal Natale 2015 ed in quelle italiane dal 21 aprile 2016.

### Divieti
Il film, negli Stati Uniti, è stato vietato ai minori di 13 anni non accompagnati per la presenza di materiale e linguaggio non adatto, tematiche ed immagini disturbanti.

## Riconoscimenti
- 2016 - Golden Globe[7]
  - Candidatura per il miglior attore in un film drammatico a Will Smith
- 2016 - Satellite Awards[8]
  - Candidatura per il miglior attore a Will Smith
- 2015 - Hollywood Film Awards[9]
  - Miglior attore a Will Smith
- 2015 - NAACP Image Award[10]
  - Candidatura per il miglior film
  - Candidatura per il miglior attore a Will Smith
  - Candidatura per la miglior attrice non protagonista a Gugu Mbatha-Raw
- 2015 - African-American Film Critics Association[11]
  - Miglior attore a Will Smith
- 2016 - MTV Movie Awards[12]
  - Candidatura per il miglior film basato su una storia vera
  - Candidatura per la miglior performance maschile a Will Smith